# Преподобна Меланія
Меланія Молодша (лат. Melania, 383 — 31 грудня 439) — черниця, меценатка часів занепаду Римської імперії. 31 грудня — день пам'яті преподобної Меланії Римлянки. Отримала ім'я на честь своєї бабусі Меланії Старшої. В Україні відома завдяки святкуванню Маланки.

## Життєпис
Походила зі знатного роду Валеріїв Мессал (походив від роду Віпстанів Мессал). Донька Валерія Публіколи (син Валерія Максима Василя, міського префекту Риму 361—363 років) та Цейонії Альбіни. Продовжула традицію роду Цейоніїв, за якої чоловіки були поганами, а жінки — християнками. Перша зі знатних римлянок з юних років линула до Христа, та жадала тілесної непорочності й уражена Божественною любов'ю, народилася в християнській родині. Батьки її — люди знамениті і багаті — бачили в дочці спадкоємицю й продовжувачку роду.
У 397 році Меланія проти своєї волі була видана заміж за знатного юнака Пініана. Була доволі багата, маючи маєтності в Італії, Африці та Іспанії. Меланія просила чоловіка жити у непорочності, але він захотів мати дітей. Скоро Меланія народила дівчинку, яку молоді батьки посвятили Богу за традицією роду Цейноніїв. Пізніше вона народила хлопчика, який після хрещення помер. Бачачи страждання дружини, блаженний Апініан просив Бога зберегти їй життя і дав обітницю жити у непорочності. Невдовзі померла і їх дочка.
Батьки противились бажанню дітей жити у непорочності, але, коли батько Меланії важко захворів, то просив у дітей прощення і настановляв іти по вибраному ними шляху, просячи за нього молитися. У 409 році майно Меланії запропонував конфіскувати міський претор Габіній Барбар Помпеян, проте невдало.
Святі залишили Рим, для них почалось нове життя. Пініану було 24 роки, а Меланії — 20. Вони почали відвідувати хворих, приймати подорожніх, щедро допомагати бідним, допомагали старцям і монастирям, купуючи для них землі в Месопотамії, Сирії, Єгипті, Палестині. На їх кошти було збудовано багато храмів і лікарень. Свята переписувала священні книги і роздавала їх бідним. Цьому сприяв великий статок Меланії — мала дохід 120 тис. солідів на рік.
У той же час свята Меланія сама зшила власяницю і носила її, не знімаючи. Після подорожі в Єрусалим та Єгипет, де свята відвідала багатьох отців-пустельників, свята Меланія поселилась на горі Єлеонській у самотній келії, лише зрідка зустрічаючись із святим Апініаном. Помалу біля келії виник монастир, де зібралось близько 90 дівиць. В обителі її стараннями була збудована капличка, де поховали мощі святих: пророка Божого Захарії, святого Першомученика Стефана і Сорока святих, що прийняли муку в Севастії.
За Божим благословенням свята збудувала на горі Вознесіння Христового чоловічий монастир. Меланія приймала усіх, що звертались до неї за врозумленням. Багато чудес сталось за молитвами блаженної. Вернувшись у монастир, свята почула наближення смерті, і оголосила про це сестрам. І у 439 році, причастившись Святих Таїн, спокійно віддала свою душу Господу.